# تناظر مركزي (بلورات)

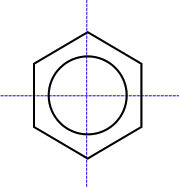
حلقة البنزين تمثل جزيئاً له تناظر مركزي

التناظر المركزي في علم البلورات هي خاصية تمتلكها أي زمرة نقطية عندما يكون لها مركز انقلاب كأحد عناصر التناظر.
يمكن أن يكون للبلورات التي لها مركز انقلاب خصائص مميزة مثل الكهرباء الانضغاطية.

## الوصف
عندما يكون هناك تناظر مركزي فإنه من أجل كل نقطة (x, y, z) في وحدة الخلية هناك نقطة مقابلة لها الإحداثيات (x, -y, -z-). توصف هذه الزمر النقطية أيضاً في هذه الحالة بأن لها تناظر انقلابي. يعرف هذا الأمر في الهندسة الرياضية باسم التناظر النقطي (أو الانعكاس النقطي).

## أمثلة
إن الزمر الفراغية التالية لها تناظر انقلابي: وهي ثلاثي الميل 2، أحادي الميل 10-15، المعيني المستقيم 47-74، الرباعي 83-88 و 123-142، الثلاثي 147 و 148 و 162-167، السداسي 175 و 176 و 191-194، المكعب 200-206 و 221-230.

## عدم التناظر المركزي
إن الزمر النقطية التي ليس لها مركز انقلاب، تكون غير متناظرة مركزياً، وهي تقسم إلى زمر نقطية قطبية Polar وزمر نقطية يدوانية (لا انطباقية) chiral.

## اقرأ أيضاً
- تناظر
- علم البلورات